# N. Kiran Kumar Reddy

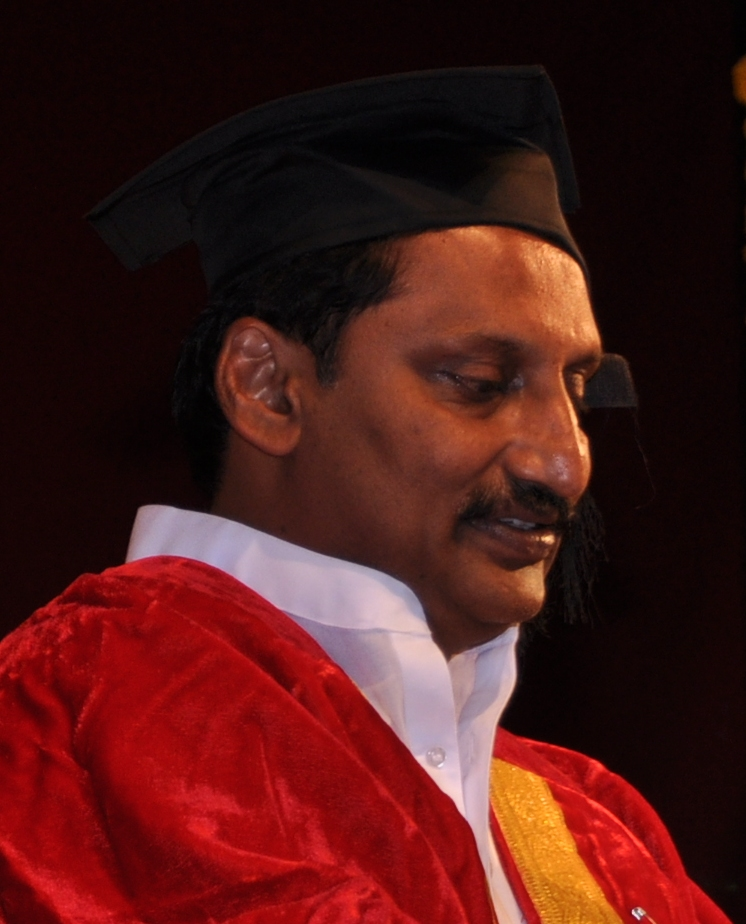
N. Kiran Kumar Reddy (2011)

N. Kiran Kumar Reddy (Nallari Kiran Kumar Reddy, Telugu: నల్లారి కిరణ్ కుమార్ రెడ్డి Nallāri Kīraṇ Kumār Reḍḍi; * 13. September 1960 in Hyderabad) ist ein indischer Politiker. Er war von November 2010 bis Februar 2014 für die Kongresspartei Chief Minister (Regierungschef) des Bundesstaates Andhra Pradesh.

## Leben
N. Kiran Kumar Reddy wurde am 13. September 1960 in Hyderabad geboren. Er gehört der in Andhra Pradesh gesellschaftlich und politisch einflussreichen Kaste der Reddy an. Kiran Kumar Reddy ist der Sohn von N. Amarnath Reddy, der ebenfalls in der Kongresspartei politisch aktiv und von 1978 bis 1982 Minister in der Regierung Andhra Pradeshs war. Die Familie stammt aus dem Distrikt Chittoor in der Rayalaseema-Region im Süden Andhra Pradeshs, Kiran Kumar Reddy wuchs aber in der Hauptstadt Hyderabad auf. Seine Ausbildung schloss er mit einem Bachelorabschluss in Wirtschaftswissenschaft am Nizam College und einem Bachelor of Laws an der Osmania University in Hyderabad ab.
N. Kiran Kumar Reddys politische Karriere begann 1989, als er als Kandidat der Kongresspartei in das Parlament des Bundesstaates Andhra Pradesh gewählt wurde. Er vertrat den Wahlkreis Vayalpadu in der Heimatregion seiner Familie. Bei der nächsten Wahl 1994 verlor er seinen Wahlkreis, konnte ihn 1999 aber wiedergewinnen und 2004 verteidigen. Unter dem Chief Minister Y. S. Rajasekhara Reddy amtierte er von 2004 bis 2009 als Chief Whip. Bei der Wahl 2009 trat Kiran Kumar Reddy erfolgreich im Wahlkreis Pileru an, dem im Zuge der Neuordnung der Wahlkreise sein alter Wahlkreis Vayalpadu angegliedert worden war. Nach der Wahl übernahm er das Amt des Parlamentssprechers. Nachdem Chief Minister Y. S. Rajasekhara Reddy am 2. September 2009 bei einem Hubschrauberabsturz ums Leben gekommen war, übernahm K. Rosaiah das Amt, trat aber bereits etwas über ein Jahr später aus gesundheitlichen Gründen zurück. Daraufhin wurde N. Kiran Kumar Reddy zu seinem Nachfolger bestimmt und am 25. November 2010 als Chief Minister vereidigt.
In N. Kiran Kumar Reddys Amtszeit fiel die langwierige politische Kontroverse um die Schaffung des Bundesstaats Telangana aus der Nordwestregion Andhra Pradeshs. Wie die meisten Politiker aus Rest-Andhra-Pradesh widersetzte sich Kiran Kumar Reddy der Spaltung des Bundesstaates. Damit stand er im Konflikt mit der gesamtindischen Kongress-Führung, die die Gründung Telanganas vorantrieb. Nachdem die Lok Sabha, das Unterhaus des indischen Parlaments, der Schaffung Telanganas zugestimmt hatte, legte Kiran Kumar Reddy am 19. Februar 2014 aus Protest seine Parteimitgliedschaft und sämtliche Ämter nieder. Am 1. März 2014 wurde Andhra Pradesh unter President’s rule gestellt. Nach seinem Austritt aus der Kongresspartei gründete Kiran Kumar Reddy eine eigene Partei, die Jai Samaikhyandra Party.